# José Vicente Beviá Pastor
José Vicente Beviá Pastor est un homme politique espagnol né le 6 octobre 1933 à Sant Vicent del Raspeig (province d'Alicante) et mort le 28 juillet 2017 à Alicante, membre du Parti socialiste ouvrier espagnol (PSOE).

## Biographie
José Vicente Beviá Pastor est sénateur de la circonscription d'Alicante entre 1977 et 1982, élu sous les couleurs du Parti socialiste populaire (PSP). En 1978, il rejoint le PSOE. Il devient, quatre ans plus tard, député d'Alicante au Congrès des députés. Il est premier vice-président entre 1993 et 1996, puis quatrième vice-président jusqu'en 2000, année de son retrait de la vie politique. Il préside le Parti socialiste du Pays valencien-PSOE (PSPV-PSOE) de 1997 à 1999.
Il meurt le 28 juillet 2017 à Alicante.